# Смилянская, Елена Борисовна
Елена Борисовна Смилянская (род. 1954) — российский историк, доктор исторических наук, профессор. Специализируется на малоизвестных аспектах народной духовности России XVIII века (знахарство, гадания, кликушество и т. п.).

## Биография
Родилась 1 декабря 1954 года в Москве. В 1978 окончила исторический факультет Московского государственного университета им. М. В. Ломоносова.
По окончании вуза, в 1978—1992 годах, была сотрудником Археографической лаборатории кафедры источниковедения исторического факультета МГУ и продолжала обучение в аспирантуре университета. В 1987 году защитила диссертацию на соискание учёной степени кандидата исторических наук на тему «Следствия по „духовным делам“ как источник по истории общественного сознания в России первой половины XVIII в.» С 1992 по 2000 год работала научным сотрудником отдела редких книг и рукописей Научной библиотеки МГУ.
Исследовала различные аспекты старообрядчества, ввела в научный оборот следственные дела духовного ведомства (о суевериях, кощунстве, домашних спорах и т. д.).
В течение марта-сентября 2000 года в качестве исследователя работала в вашингтонском Kennan Institute for Advanced Russian Studies (Woodrow Wilson Center). Вернувшись в Россию, с 2000 по 2004 год являлась доцентом кафедры отечественной истории древнего мира и средних веков Российского государственного гуманитарного университета. В 2004 году защитила диссертацию на соискание учёной степени доктора исторических наук по теме «Суеверие и народное религиозное вольнодумство в России XVIII в.».
С 2005 по 2012 год Е. Б. Смилянская занимала должность профессора кафедры истории России средневековья и раннего нового времени Российского государственного гуманитарного университета. Читала лекции в Ягеллонском университете и Сорбонне. С июля 2012 года — профессор факультета истории школы исторических наук Национальный исследовательский университет «Высшая школа экономики».
Елена Смилянская — участник российско-французских и российско-американских проектов в области исследования религиозной культуры России; принимала участие во многих российских и международных конференциях и симпозиумов в России, США, Франции, Великобритании, Польше, Греции, Болгарии и других странах. Член Российского общества по изучению XVIII века.
В числе её наград: медаль ВДНХ СССР за достижения в полевой археографии и медаль «В память 850-летия Москвы».